# Gdyby mnie lubił
Gdyby mnie lubił – utwór zespołu IRA pochodzący z pierwszej po siedmioletniej przerwie, płyty Tu i Teraz. Kompozycja zamieszczona została na dwunastej pozycji na albumie, trwa 4 minuty i 35 sekund i jest jednym z dłuższych utworów znajdujących się na płycie.
Brzmienie utworu utrzymane jest w rockowym melodyjnym klimacie. Tekst napisał Wojciech Byrski, natomiast kompozytorami byli perkusista Wojciech Owczarek oraz gitarzysta Zbigniew Suski. Utwór był często granym utworem na trasie promującej płytę Tu i Teraz. Zaprezentowany został także podczas koncertu w studiu Programu III Programu Polskiego Radia 24 czerwca 2002 roku. Obecnie nie jest grany na koncertach.

## Muzycy
- Artur Gadowski – śpiew, chór
- Wojtek Owczarek – perkusja
- Piotr Sujka – gitara basowa, chór
- Zbigniew Suski – gitara elektryczna
- Mateusz Noskowiak – instrumenty klawiszowe
- Przemek Momot – instrumenty perkusyjne